# Mihaela Kosi
Mihaela Kosi (21 ottobre 1993) è un'ex sciatrice alpina slovena.

## Biografia
Specialista delle prove veloci attiva dal novembre del 2008, in Coppa Europa la Kosi ha esordito il 4 febbraio 2013 a Sella Nevea in combinata (38ª), ha ottenuto il miglior risultato il 18 dicembre dello stesso anno a Sankt Moritz in supergigante (35ª) e ha preso per l'ultima volta il via il 1º febbraio 2014 a Serre Chevalier nella medesima specialità, senza completare la prova. Si è ritirata al termine della stagione 2021-2022 e la sua ultima gara è stata uno slalom speciale FIS disputato il 25 marzo a Winter Park; non ha debuttato in Coppa del Mondo e non ha preso parte a rassegne olimpiche o iridate.

## Palmarès

### Campionati sloveni
- 1 medaglia:
  - 1 bronzo (supercombinata nel 2013)